# Orontobates
Orontobates (En griego Ὀρoντoβάτης. Persa antiguo Aurandabad, siglo IV a. C.) era un persa, que estuvo casado con la hija de Pixodaro, el sátrapa usurpador de Caria, y fue enviado por el rey de Persia para sucederle. Cuando se aproximó Alejandro Magno en 334 a. C., Orontobates y Memnón de Rodas se atrincheraron en Halicarnaso, pero por último, desistiendo de defenderla,  prendieron fuego a la ciudad, y en plena conflagración se pasaron a Cos, donde habían anteriormente trasladado sus tesoros. Además de la isla de Cos, Orontobates, retuvo el control de la ciudadela de Salmacis, y de las ciudades de Mindos, Caunus, Thera y Callipolis, junto con Triopium. 
Al año siguiente, mientras estaba en Solos, Alejandro supo que Orontobates había sido derrotado en una gran batalla por Ptolomeo y Asandro. Es natural inferir que los sitios que Orontobates mantenía no podían aguantar mucho tiempo después de su derrota.
Es probablemente que Alejandro conociese a Orontobates íntimamente, ya que hubo una princesa entre el dos. En su juventud Alejandro quiso casarse con Ada II, la hija de Pixodaro, pero el padre se opuso. En cambio, fue Orontobates el que se casó con una hija de Pixodaro, que probablemente era la misma Ada.. Por ello la relación entre ambos puede haber sido mucho más compleja de lo que Justino, o incluso Plutarco supieron.